# Индийска бандикота
Индийската бандикота (Bandicota indica) е вид бозайник от семейство Мишкови (Muridae).

## Разпространение и местообитание
Разпространен е в Бангладеш, Виетнам, Индия, Камбоджа, Китай, Лаос, Малайзия, Мианмар, Непал, Тайланд, Хонконг и Шри Ланка.